# アディソン子爵
アディソン子爵（英: Viscount Addison）はイギリスの子爵、貴族。連合王国貴族爵位。政治家クリストファー・アディソンが1945年に叙されたことに始まる。

## 歴史
クリストファー・アディソン(1869-1951)は自由党の政治家として活動して、保健相や復興相を歴任した。彼は労働党に鞍替えしたのち、1937年5月22日に連合王国貴族爵位「リンカーン州ストーリングバラのアディソン男爵(Baron Addison, of Stallingborough in the County of Lincoln)」に叙されるとともに貴族院院内総務に就任している。さらに1945年総選挙に労働党が勝利すると、同年7月2日付で「アディソン子爵(Viscount Addison)」に昇叙した。初代子爵ののちはその息子クリストファーが爵位を襲った。

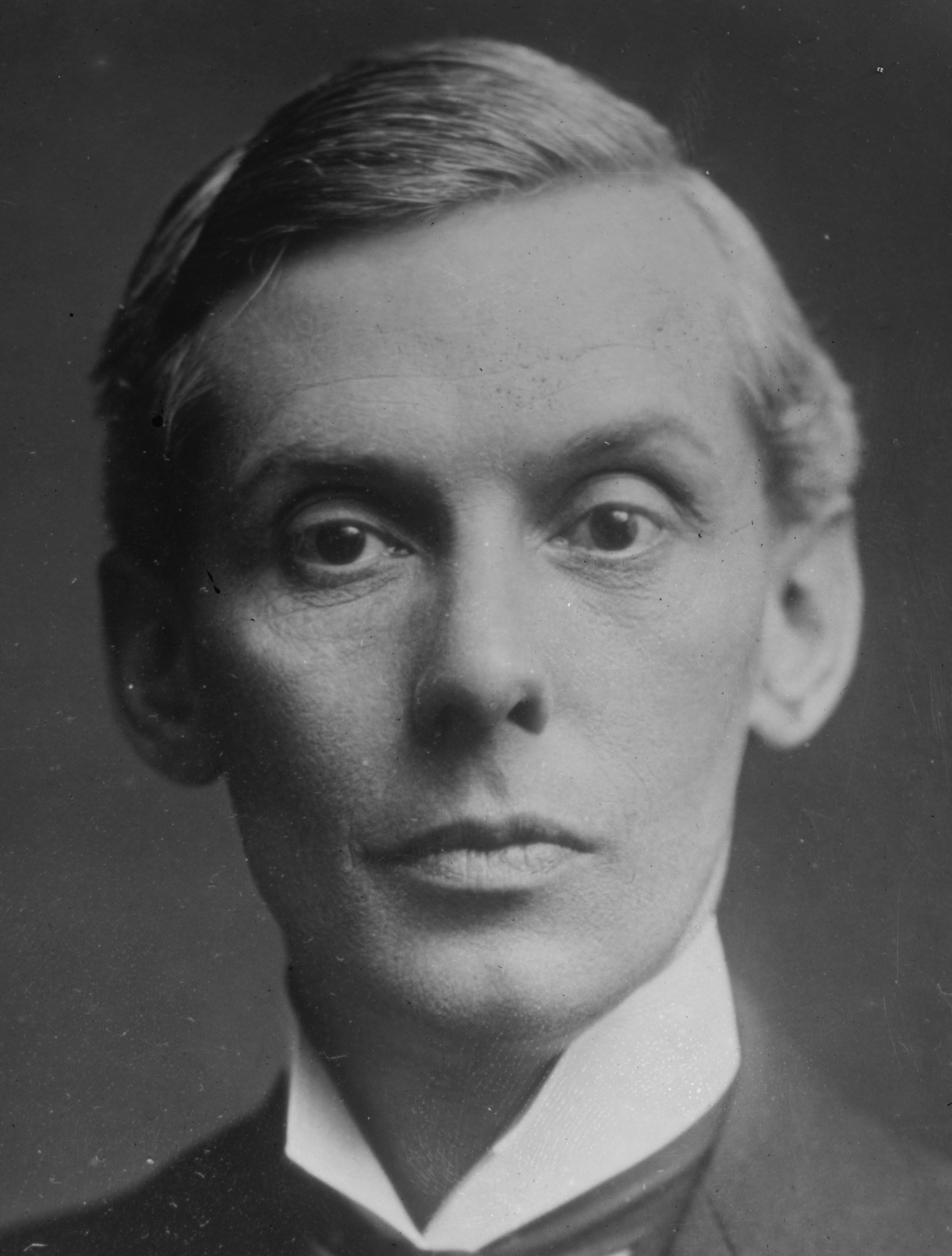
初代子爵クリストファー・アディソン

2代子爵クリストファー(1904-1976)には男子がなかったため、爵位は弟マイケル(3代子爵、1914-1992)が相続して、以降はその直系男子によって爵位の継承がなされている。
4代子爵ウィリアム(1945-)は1999年貴族院法制定まで貴族院においてその議席を占めたが、のちの互選ではその選から漏れた。彼が2020年現在のアディソン子爵家現当主である。
一族の邸宅は、ピーターバラ州アウンダルに位置するチャーン・バーン(Churn Barn)。

## 現当主の保有爵位
現当主である第4代アディソン子爵ウィリアム・アディソンは、以下の爵位を有する。
- 第4代リンカーン州ストーリングバラのアディソン子爵(4th Viscount Addison, of Stallingborough in the County of Lincoln)
(1945年7月2日の勅許状による連合王国貴族爵位)
- 第4代リンカーン州ストーリングバラのアディソン男爵(4th Baron Addison, of Stallingborough in the County of Lincoln)
(1937年5月22日の勅許状による連合王国貴族爵位)

## アディソン子爵(1945年)
- 初代アディソン子爵クリストファー・アディソン（英語版） (1869–1951)
- 第2代アディソン子爵クリストファー・アディソン（英語版） (1904–1976)
- 第3代アディソン子爵マイケル・アディソン（英語版） (1914–1992)
- 第4代アディソン子爵ウィリアム・マシュー・ワンド・アディソン（英語版） (1945 - )

法定推定相続人は現当主の息子であるポール・ワンド・アディソン(1973-)閣下。

### 註釈
1. ↑  貴族院改革後は当時の議席配分に応じて、保守党からは42人の世襲貴族枠が確保されることとなったが、アディソン卿は47位であったため落選、敗北を喫した。